# Clodius Aesopus
Clodius Aesopus war ein römischer Tragödienschauspieler, der vor allem in der Zeit Ciceros arbeitete, wobei seine Lebensdaten unbekannt sind. Der Name scheint anzuzeigen, dass er ein Freigelassener eines Mitglieds der gens Clodia war.
Cicero unterhielt freundschaftliche Beziehungen zu ihm wie zu Roscius, dem gleichermaßen bekannten Schauspieler, und verschmähte es auch nicht, von ihrem Unterricht zu profitieren. Plutarch erwähnt dies, als er von Aesopus berichtet, dass während der Darstellung des Atreus, wie dieser über seine Rache an Thyestes nachdachte, der Schauspieler in der Hitze des Auftritts mit seinem Knüppel um sich schlug und einen Diener tötete, der in diesem Moment die Bühne überquerte.
Aesopus wurde zuletzt im Jahr 55 v. Chr. erwähnt als Zuschauer bei den Spielen, die von Pompeius anlässlich der Eröffnung seines Theaters veranstaltet wurden. Cicero berichtet, er sei in fortgeschrittenem Alter. Trotz seines extravaganten Lebens hinterließ er seinem verschwenderischen Sohn Marcus Clodius Aesopus ein umfangreiches Vermögen, der wiederum sein Bestes gab, um es so schnell wie möglich zu verschleudern. Horaz erwähnt, dass Aesopus (der Sohn) eine Perle aus dem Ohrgehänge der Caecilia Metella nahm und sie in Essig auflöste, um das Vergnügen zu haben, mit einem Schluck einen Wert von 8000 Pfund hinunterzuschlucken.